# Republic Records

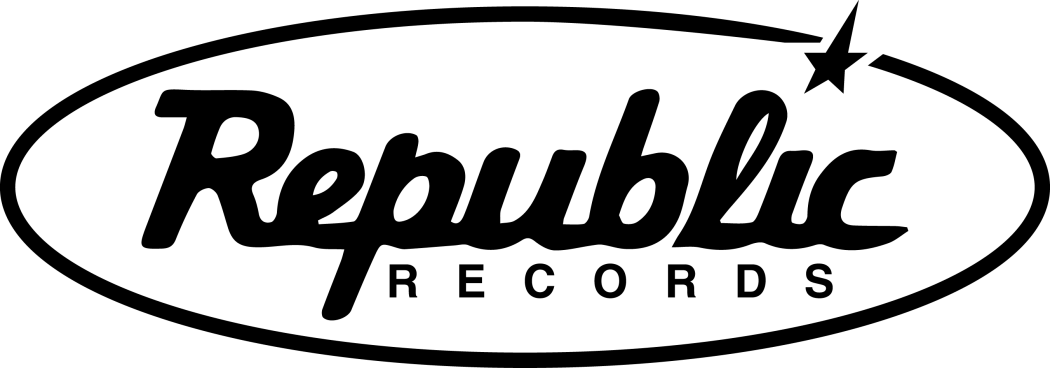
Logo von 1994–1999

Republic Records ist ein US-amerikanisches Plattenlabel mit Sitz in New York City, das seit 2000 zur Universal Music Group gehört. Es wurde 1994 von den Brüdern Monte und Avery Lipman als Independent-Label gegründet. 2006 erfolgte eine Umbenennung in Universal Republic Records, die im Jahr 2012 wieder rückgängig gemacht wurde.
Das Unternehmen zählt in den Vereinigten Staaten und darüber hinaus zu den erfolgreichsten Labels des 21. Jahrhunderts und wurde von der Musikzeitschrift Billboard seit 2011 insgesamt neunmal als Label of the Year ausgezeichnet.

## Das Unternehmen

### Geschichte
In der Anfangsphase vertrieb Republic Records die Musik von Rockbands wie der Bloodhound Gang und Chumbawamba. Nachdem sich deren Platten großer Beliebtheit erfreuten und sie schnell erste Erfolge verbuchen konnten, folgte ein offizieller Vertragsabschluss – zunächst über einige Jahre – mit der Universal Music Group (UMG). Die Gründerbrüder Monte und Avery Lipman erhielten daraufhin hohe, geschäftsführende Positionen in beiden Unternehmen. Schließlich schloss man sich 2006 zu Universal Republic Records zusammen; nach der Aufspaltung und erneuten Umbenennung im Jahr 2012 verblieb man weiterhin als Major-Sublabel innerhalb der UMG. Gleichzeitig orientierte sich Republic Records noch stärker in Richtung Populärmusik und schloss hoch dotierte Verträge mit Künstlern ab, die die Musikcharts der 2010er Jahre insbesondere in der westlichen Welt später weitgehend dominieren sollten, darunter Ariana Grande, Post Malone, Taylor Swift, Drake, Nicki Minaj und The Weeknd. In der Folge wurde das Label über diesen Zeitraum insgesamt achtmal von der amerikanischen Musikzeitschrift Billboard als Label of the Year ausgezeichnet, zuletzt 2021.
2017 wurde die Gründung der Filmproduktionsfirma Federal Films bekanntgegeben. Das Tochterunternehmen ist insbesondere für die Verfilmung von Konzertmitschnitten und Tourneedokumentationen verantwortlich. Mit dem Konzertdokumentarfilm Chasing Happiness über die Jonas Brothers erschien im Juni 2019 die erste Produktion exklusiv auf Amazon Prime Video.

### Musiker
Heute vertritt das Label Künstler vieler verschiedener Musikgenres, nicht zuletzt, da es in der Vergangenheit mehrmals Joint Ventures mit anderen Labels, besonders Independent-Labels, einging. So gehören beispielsweise Lil Waynes Young Money Entertainment und das Hip-Hop-Label Cash Money Records zu Republic Records. Unter Vertrag stehen oder standen zuletzt außerdem u. a.:
- Angelina Jordan
- Anitta
- Anthony Ramos
- Ariana Grande
- Bastille
- Birdman
- Black Sabbath
- Chelsea Cutler
- Coi Leray
- Conan Gray
- Daddy Yankee
- Drake
- Felix Jaehn
- Florence + the Machine
- Glass Animals
- Gotye
- Greta Van Fleet
- Hailee Steinfeld
- Itzy
- James Bay
- James Blake
- Jessie J
- John Legend
- John Mellencamp
- Jonas Brothers
- JP Cooper
- Julia Michaels
- Kid Cudi
- Kim Petras
- Liam Payne
- Lindsay Lohan
- Lorde
- Martin Solveig
- Meduza
- Metro Boomin
- Mika
- Morgan Wallen
- Nicki Minaj
- Of Monsters and Men
- Pearl Jam
- Pop Smoke
- Post Malone
- Purple Disco Machine
- Seth MacFarlane
- Snow Patrol
- Stephen Sanchez
- Stevie Wonder
- Stray Kids
- Swedish House Mafia
- Taylor Swift
- The Weeknd
- Twice
- Volbeat
- Zayn
- Zendaya
- ZZ Top

### Aktionen gegen Rassismus
Das Unternehmen engagiert sich im Rahmen des Republic Records Action Committee gegen Rassismus. So verzichtet man seit Juni 2020 auf die Bezeichnung „Urban“ zur Beschreibung von Musik schwarzer Interpreten der Genres Contemporary R&B, Hip-Hop und Soul. Gleichzeitig wurden andere Labels aufgefordert, den Begriff in Zukunft ebenfalls zu vermeiden. Es sei ein „antiquierter Ausdruck“, der für „veraltete Strukturen aus der Vergangenheit“ steht.

## Sub- und Partnerlabels (Auswahl)
- American Recordings
- Big Hit Music
- Big Loud Records
- Boominati Worldwide
- Brushfire Records
- Casablanca Records
- Cash Money Records
- Galactic Records
- Imperial Music
- JYP Entertainment
- Lava Records
- OVO Sound
- Victor Victor
- XO Records
- Young Money Entertainment